# Manel Meharzi
Manel Meharzi est une boxeuse algérienne née le 21 juin 1989.

## Carrière
Elle remporte son premier titre de championne d'Algerie en 2005 et rejoint l'équipe nationale de boxe féminine l’année suivante. Manel participe à 3 championnats du monde : New Delhi en 2006, la Barbade en 2010 (où elle termine 5e et Jeju en Corée du Sud en 2014.
Elle est par ailleurs médaillée de bronze dans la catégorie des moins de 57 kg aux championnats d'Afrique de Yaoundé en 2014.